# Četinočeljusti
Četinočeljusti (Chaetognatha), koljeno beskralježnjaka, morskih životinja zastupljenih u razredu Sagittoidea podijeljenog na redove Aphragmophora i Phragmophora s 9 porodica ukupno 131 zasada poznatom vrstom. 
Preci ovih životinja živjeli su još u kambriju a paleobiolozi su ih nazvali Protoconodonta našavši njihove fosile u Australiji (1 kolekcija), Kanadi (4: Newfoundlandu i Labradoru, Nova Škotska), Kina (59), Indija (3), Iran (2), Kazahstan (15), Mongolija (3), Ruska Federacija (13), UK (2)
Četinočeljusti su grabežljivi morski crvi oblika torpeda, koji mogu biti veličine u rasponu od 2 - 120 milimetara, a nalaze se po svim morima, i na površini i u dubinama, kako u tropskim, tako i u polarnim vodama.
Tijelo i se satoji od glave trupa i repa, a ime im dolazi po četinama koje se nalaze sa svake strane glave, koje im služe u lovu poglavito na druge planktonske životinje.
Dvije njihove vrste, Caecosagitta macrocephala i Eukrohnia fowleri imaju i bioluminiscentne organe.

## Podjela
- Koljeno Chaetognatha
  - Razred Sagittoidea
    - Red Aphragmophora
      - Porodica Bathybelidae
      - Porodica Krohnittidae
      - Porodica Pterokrohniidae
      - Porodica Pterosagittidae
      - Porodica Sagittidae

    - Red Phragmophora
      - Porodica Eukrohniidae
      - Porodica Heterokrohniidae
      - Porodica Krohnittellidae
      - Porodica Spadellidae